# Bernard Favre
Pour les articles homonymes, voir Favre.
Bernard Favre (né le 7 juin 1945 à Enghien-les-Bains dans le Val-d'Oise en France), est un réalisateur français.

## Biographie
Après un passage à l'Université, il est projectionniste, puis assistant monteur de l'ethnologue cinéaste Dominique Lajoux. Il réalise des courts métrages et des documentaires (Les techniques de charpente au XIIIe siècle, La fabrication du collier de cheval dans le Nivernais)  Il réalise son premier long métrage en 1977 sur l'histoire des institutions psychiatriques en France, puis La Trace, nommé aux Césars en 1983. Il réalise Vent de galerne en 1989, et tourne différents documentaires, dont une série consacrée à la Savoie en 2009.

## Filmographie
- 1977 : La Rue de l'enfer
- 1979 : La Montagne dispersée (documentaire)
- 1983 : La Trace
- 1989 : Vent de galerne
- 1990 : Les Années algériennes (série documentaire)
- 1991 : L'Entraînement du champion avant la course
- 1993 : Versant sud de la liberté (documentaire)
- 1997 : Pondichéry, dernier comptoir des Indes
- 1998 : Un hiver de tourmente (téléfilm)
- 2000 : Faust vs Méphisto (documentaire)
- 2002 : La Surface de réparation (téléfilm)
- 2003 : Bien né, mal né, loi et destinées (documentaire)
- 2006 : Edgar Faure, l'enragé du bien public (documentaire)
- 2009 : Les Origines du langage (télévision)
- 2011 : Nos fantômes familiers (documentaire)
- 2013 : Résistances dans les Alpes (série documentaire)
- 2014 : Cette Lumière n'est pas celle du soleil (documentaire)
- 2017 : Marc Marder, composer/compositeur (documentaire)

## Nominations et récompenses
- Nommé pour le César du meilleur premier film en 1983 pour La Trace
- Selection officielle Cannes 1991 : Un Certain Regard pour L'Entrainement du Champion avant la course

## Autres
- 2019 : Le Chant des ruines 1, Allemand et Résistant Hugo Schmidt..., éditions Ampelos, sortie en librairie mai 2019.
- 2019 : Le Chant des ruines 2, Echapper à la Shoah Sara Wijnberg..., éditions Ampelos, 2019.
- 2020 : Le Chant des ruines 3, Un Désir de révolution Paolo Balli..., éditions Ampelos, 2020.
- 2023 : Marguerite oubliée, éditions Ampelos, 2023.
- 2024 : Mairot Yves, La saison de l’aurore réveillée, (préface de B. Favre), éd. Jean Pierre Huguet 2024.